# سلنید سدیم
سلنید سدیم (به انگلیسی: Sodium selenide) یک ترکیب شیمیایی است. شکل ظاهری این ترکیب، جامد غیربلوری است.